# Phare de Cloch Point
Le phare de Cloch Point est un phare édifié sur la côte du Firth of Clyde, entre Inverkip et Gourock face à Dunoon, dans le comté de Argyll and Bute dans le sud-ouest de l'Écosse.
Il est maintenant protégé en tant que monument classé du Royaume-Uni de catégorie B.
Ce phare est géré par la Clyde Port Authority (en).

## Histoire
La tour a été construite par les ingénieurs John Clarkson, Kermack et Gall et la lumière à lampes à huile a été conçu par les ingénieurs écossais Thomas Smith et son gendre Robert Stevenson. Le bâtiment a été achevé en 1797 et mise en service le 11 août 1797. Il semble y avoir eu deux générations de maisons de gardiens et les plus anciennes sont maintenant utilisées comme entrepôts de matériel. La tour circulaire a une passerelle en corniche, une lanterne et des fenêtres triangulaires. L'édifice est peint en blanc avec une bande horizontale étroite noire. Les signaux de brouillard furent ajoutés entre 1895 et 1897.
La lumière du début a été remplacée en 1829 par une lampe de type Argand avec un réflecteur argenté. Vers 1900, elle a été reconvertie à l'acétylène. Une radio-balise a été installée vers 1931.
Les lentilles dioptriques puis catadioptriques flottaient dans des bains de mercure et étaient actionnées par un mécanisme à contrepoids. En plus de la maintenance de la lumière, les gardiens devaient remonter à la main le mécanisme toutes les deux à trois heures.
Aujourd'hui, la lumière est entièrement automatisée. Elle a été remplacée par une lumière sur un poteau à l'extérieur de la tour.

### Lien connexe
- Liste des phares en Écosse